# エディ・ブラッケン
エディ・ブラッケン（Eddie Bracken,  1915年2月7日 - 2002年11月14日）は、アメリカ合衆国の俳優、コメディアン、歌手である。

## 来歴
1915年、ニューヨーク州のアストリア・クィーンズに生まれる。1920年代から子役としてキャリアをスタート。1940年代に入り、ハリウッドへ渡ってルシル・ボール主演の『女学生の恋』で正式に映画デビューを果たした他、『The Eddie Bracken Show』というラジオ番組も担当している。
1953年にハリウッドからニューヨークへ活動の場を移し、数々のブロードウェイ舞台へも出演し、舞台俳優としても活躍した。1950年代以降はテレビドラマへも数多く出演し、コミカルな演技を得意とした俳優としての地位を確立している。1960年には、役者としての功績を称えられハリウッド・ウォーク・オブ・フェームを授与された。後年にはマコーレー・カルキン主演の大ヒット作続編の『ホーム・アローン2』へも出演。同作品では、カルキン演じるケヴィンが立ち寄る大型玩具店の社長ダンカンを好演した。

### 死去
2002年、ニュージャージー州のグレン・リッジにおいて、入院先の病院で術後に併発した合併症のため死去。87歳だった。

## 出演作品

### 映画
- Pacific Liner (1939) ※ノークレジット
- ノートルダムの傴僂男 The Hunchback of Notre Dame (1939) ※ノークレジット
- 女学生の恋 Too Many Girls (1940)
- Life with Henry (1940)
- Reaching for the Sun (1941)
- Caught in the Draft (1941)
- The Fleet's In (1942)
- Star Spangled Rhythm (1942)
- セーター・ガール Sweater Girl (1942)
- ハッピー・ゴー・ラッキー Happy Go Lucky (1943)
- 俳優志願 Young and Willing (1943)
- モーガンズ・クリークの奇跡 The Miracle of Morgan's Creek (1944)
- 凱旋の英雄万歳 Hail the Conquering Hero (1944)
- 南の島でラブハント Rainbow Island (1944)
- Bring on the Girls (1945)
- Out of This World (1945)
- ハリウッド宝船 Duffy's Tavern (1945)
- 最後の地獄船 Hold That Blonde! (1945)
- Ladies' Man (1947)
- 乾杯ペテン師 Fun on a Week-End (1947)
- 真夏の曲線美 The Girl from Jones Beach (1949)
- サマー・ストック Summer Stock (1950)
- ブロードウェイへの2枚の切符 Two Tickets to Broadway (1951)
- About Face (1952)
- 結婚協奏曲 We're Not Married! (1952)
- A Slight Case of Larceny (1953)
- Shinbone Alley (1970)
- ホリデーロード4000キロ National Lampoon's Vacation (1983)
- The Wind in the Willows (1987) ※テレビ映画
- オスカー Oscar (1991)
- ホーム・アローン2 Home Alone 2: Lost in New York (1992)
- がんばれ!ルーキー Rookie of the Year (1993)
- The American Clock (1993) ※テレビ映画
- Assault at West Point: The Court-Martial of Johnson Whittaker (1994) ※テレビ映画
- 赤ちゃんのおでかけ Baby's Day Out (1994)
- ブレイブ・リトルトースター／レスキュー大作戦！ The Brave Little Toaster to the Rescue (1997) ※声の出演
- The Ryan Interview (2000) ※テレビ映画

### テレビドラマ
- The Gulf Playhouse (1952)
- フォード・テレビジョン・シアター The Ford Television Theatre (1953, 1956)
- スタジオ・ワン Studio One (1955, 1957, 1958)
- Front Row Center (1956)
- プレイハウス90 Playhouse 90 (1957)
- アルコア・アワー The Alcoa Hour (1957)
- クライマックス! Climax! (1957)
- クラフト・テレビジョン・シアター Kraft Television Theatre (1957)
- The Roaring 20's (1960)
- ローハイド Rawhide (1963, 1964)
- バークにまかせろ Burke's Law (1964, 1965)
- エラリー・クイーン Ellery Queen (1976)
- フロム・ザ・ダークサイド Tales from the Darkside (1984)
- ジェシカおばさんの事件簿 Murder, She Wrote (1985)
- 世にも不思議なアメージング・ストーリー Amazing Stories (1985)
- ブラックのマジック Blacke's Magic (1986)
- ゴールデン・ガールズ The Golden Girls (1990)
- ワイズ・ガイ Wiseguy (1990)
- Missing Persons (1993)
- Winnetka Road (1994)
- Remember WENN (1997)
- エド Ed (2000)

### 舞台
- Lottery (1930)
- The Man in Stilts (1931)
- The Lady Refuses (1933)[3]
- The Drunkard (1934)
- Life's Too Short (1935)
- So Proudly We Hail (1936)
- Iron Men (1936)
- Brother Rat (1937)
- What A Life (1938-1939)
- 女学生の恋 Too Many Girls (1939)
- 七年目の浮気 The Seven Year Itch (1953-1959)
- 桃色の罠 The Tender Trap (1953-1956)
- ロック・ハンターはそれを我慢できるか? Will Success Spoil Rock Hunter? (1956)
- 八月十五夜の茶屋 The Teahouse of the August Moon (1956)
- Shinbone Alley (1957)
- Three Men on a Horse (1957)
- 愛のトンネル The Tunnel of Love (1958)
- Where's Charley? (1958)
- 底抜け宇宙旅行 Visit to a Small Planet (1958)
- Say Darling (1959)
- The Golden Fleecing (1960)
- フィニアンの虹 Finian's Rainbow (1960)
- Mister Roberts (1960)
- Beg, Borrow or Steal (1960)
- Hot September (1965) (closed on the road)
- おかしな二人 The Odd Couple (1965)
- You Know I Can't Hear You When the Water's Running (1967-1968)
- The Girl in the Freudian Slip (1972)
- お呼びの時間 Never Too Late (1973)
- ボーン・イエスタデイ Born Yesterday (1974)
- サンシャイン・ボーイズ The Sunshine Boys (1975)
- Hot Line to Heaven (1975)
- ハロー・ドーリー! Hello Dolly! (1977-1980)
- ショウボート Show Boat (1979-1980)
- Sugar Babies (1981-1982)
- くたばれ!ヤンキース Damn Yankees (1981)
- キスメット Kismet (1984)
- ショウボート Show Boat (1985)
- Sugar Babies (1986-1987)
- ショウボート Show Boat (1988-1989)
- おもちゃの国の赤ん坊たち Babes in Toyland (1991)
- オズの魔法使い The Wizard of Oz (1992)
- Dreamtime (1992)
- It Runs in the Family (1993-1994)
- These Golden Years (1996)
- ノー・ノー・ナネット No, No, Nanette (1997)
- フォリーズ Follies (1998)
- 皇太子の初恋 The Student Prince (2000)
- 回転木馬 Carousel (2001)